# ۴۸۰ (میلادی)
۴۸۰ (میلادی) چهارصد و هشتادمین سال تقویم میلادی است.

## زادگان
- گلیمر، آخرین پادشاه وندال‌ها و آلان‌ها (م. ۵۵۳)

## درگذشتگان
- ژولیوس نپوس، آخرین امپراتور قانونی امپراتوری روم غربی

‎